# Проаспеци (Олт)
Проаспеци (рум. Proaspeți) насеље је у Румунији у округу Олт у општини Куртишоара. Oпштина се налази на надморској висини од 114 m.

## Становништво
Према подацима из 2002. године у насељу је живело 632 становника, од којих су сви румунске националности.